# Macrojoppa bogotensis
Macrojoppa bogotensis är en stekelart som beskrevs av Joseph Kriechbaumer 1898. Macrojoppa bogotensis ingår i släktet Macrojoppa och familjen brokparasitsteklar. Inga underarter finns listade i Catalogue of Life.